# Difusión de Mie
La teoría de Mie, también llamada teoría de Lorenz-Mie o teoría de Lorenz-Mie-Debye, es una solución completamente analítica a las ecuaciones de Maxwell para la dispersión de la radiación electromagnética por partículas esféricas.

## Etimología
La solución es nombrada en honor a su creador el físico alemán Gustav Mie. Sin embargo, el físico danés Ludvig Lorenz y otros desarrollaron independientemente la teoría de la onda electromagnética plana dispersa por una esfera dieléctrica.
La denominación «teoría de Mie» es engañosa, ya que no se refiere a ninguna ley independiente de física teórica. Se suele usar en ese caso «la solución de Mie».

## La teoría
En la atmósfera terrestre, los agentes causantes de este fenómeno son los aerosoles y las nubes suspendidas gracias al movimiento vertical de la masa de aire de la Tierra. Estos agentes suelen ser de mayor tamaño que la longitud de onda que incide sobre ellos.
La dispersión de Mie produce una mayor difusión de la partículas hacia delante o hacia el frente de ella. Conforme aumenta el tamaño de la partícula, la dispersión hacia enfrente también aumenta (el tamaño de la partícula directamente proporcional con la dispersión).
Estas características generan amaneceres más rojos de lo que serían solo por el efecto de la Dispersión de Rayleigh.
La dispersión de Mie no posee cualidad cuantitativa, por lo que NO se debe confundir con la dispersión no selectiva o cuantitativa.